# 枕肌
枕肌（Occipitalis muscle）是一塊薄薄的人體肌肉，呈四邊形。其開端於枕骨上項線兩側三分之二處的腱纖維和顳部的乳突部分，而其終端於帽狀腱膜中。
某些資料並不列枕肌自身為一塊肌肉，而是枕額肌的其中一部分。

## 圖片

枕肌的部分(顯示為紅色)

## 外部連結
本條目包含來自屬於公共領域版本的《格雷氏解剖學》之內容，而其中有些資訊可能已經過時。
- 解剖學(Anatomy)-肌肉(muscle)-Muscles of Facial Expression(顏面表情肌) （页面存档备份，存于）
- PTCentral
- eMedicine Dictionary上的occipital+belly+of+occipitofrontalis+muscle